# Гришин, Юрий Павлович
Гри́шин Ю́рий Па́влович (12 марта 1927, Чернушинский район, Пермский край — 11 февраля 2003, Москва) — советский военный деятель, адмирал; участник Великой Отечественной войны, начальник Главного инженерного управления, заместитель министра внешних экономических связей СССР.

## Биография
Юрий Павлович Гришин родился в 1927 году в селе Рябки Чернушинского района (ныне Пермский край).
Будучи курсантом Высшего военно-морского инженерного училища имени Ф. Э. Дзержинского принимал участие в Великой Отечественной войне. 15 апреля 1946 года был награждён медалью «За победу над Германией в Великой Отечественной войне 1941—1945 гг.».
В 1949 году окончил училище. С 1949 по 1957 год служил командиром электромеханической боевой части эскадренного миноносца, флагманским инженер-механиком соединения кораблей.
В 1960 году окончил с золотой медалью Военно-морскую академию по специализации паровых и газовых турбин.
В 1960—1968 годах — старший офицер, начальник отдела, заместитель начальника Главного инженерного управления, которое осуществляло военно-техническое сотрудничество Советского Союза с зарубежными странами.
С 1969 года — заместитель председателя Государственного комитета по внешним экономическим связям СССР.
В 1975—1984 годах — начальник Главного инженерного управления.
В 1985 году присвоено звание — адмирал.
С 1988 по 1992 год — заместитель министра внешних экономических связей СССР. В ноябре 1988 года работал в составе правительственной комиссии в Кабуле по демонстрации поддержки Советским Союзом правительства Республики Афганистан.
С 1992 года — советник председателя Государственного комитета РФ по военно-технической политике.
Умер в Москве 11 февраля 2003 года. Похоронен на Троекуровском кладбище Москвы, участок 13а.
Был женат на Леоноре Александровне Гришиной — профессоре и докторе биологических наук (похоронена вместе с мужем).

## Награды
- Орден Трудового Красного Знамени (дважды),
- Орден Красной Звезды,
- Орден Отечественной войны I степени (30 декабря 1995),
- Орден Дружбы народов,
- Медали СССР
- Орденами и медалями иностранных государств.
- Почётная грамота Правительства Российской Федерации (11 марта 1997) — за большой личный вклад в развитие и совершенствование внешних экономических связей в области военно-технического сотрудничества и в связи с 70-летием со дня рождения

## Память
В честь адмирала Ю. П. Гришина названа одна из улиц в селе Рябки.